# Konvict Muzik
Konvict Muzik é um selo discográfico fundado pelo cantor de R&B de origem senegalesa Akon. Além do próprio Akon, T-Pain, Ray Lavender e Kardinal Offishall são outros artistas firmados com a Konvict Muzik.

## Artistas
- Jeffree Star
- Akon
- T-Pain
- Kardinal Offishall
- Colby O'Donis
- J Lyriq
- Qwes
- Spida
- D-Teck
- Gypsy Stokes
- Tariq L.
- Red Cafe
- Ray Lavender
- Brick & Lace
- Dolla
- Sway DaSafo
- Rock City
- Lady Gaga
- Flo Rida
- Ace Hood

## Discografia
| Informações dos álbuns |
| --- |
| T-Pain - Rappa Ternt Sanga - Lançado: 5 de Dezembro 2005 - Posições nas paradas: 33 U.S. - Vendas nos EUA: 800,000+ - Certificado RIAA: Ouro - Singles: "I'm Sprung", "I'm N Luv (Wit A Stripper)", "Studio Luv"                                                       |
| Akon - Konvicted - Lançado: 14 de Novembro 2006 - Posições nas paradas: - Vendas nos EUA: - Vendas no mundo: - Certificado RIAA: 2x Platina - Singles: "Smack That", "I Wanna Love You", "Don't Matter", "Mama Africa", "Sorry, Blame It on Me", "Never Took the Time" |
| T-Pain - Epiphany - Lançado: 5 de Junho 2007 - Posições nas paradas:1 U.S., 1 R&B/Hip-Hop - Vendas nos EUA: 773,979 - Certificado RIAA: Ouro - Singles:"Buy U a Drank (Shawty Snappin')", "Bartender", "Church"                                                        |

### A serem lançados
- Kardinal Offishall - Not 4 Sale
  - Singles: "Graveyard Shift"
  - Lançamento: 2008
- Colby O'Donis - Secret Weapons: Colby O'Donis
  - Singles: "What U Got"
  - Lançamento: 2008
- Akon & Young Jeezy - "Brothers in Arms"
  - Singles: N/C
  - Lançamento: 2008
- Ray-L - "X-Rayted"
  - Singles: "My Girl Gotta Girlfriend", "Doing Doing"
  - Lançamento: 2008
- Dolla - A Dollar and a Dream
  - Singles: "Who the Fuck Is That?", "Dope Man"
  - Lançamento: Maio de 2008
- Akon - "Acquitted"
  - Singles: N/C
  - Lançamento: Maio de 2008
- T-Pain - "No Love Without Pain"
  - Singles: N/C
  - Lançamento: 2008
- Sway DaSafo - "The Signature LP"
  - Singles: N/C
  - Lançamento: 5 de Maio de 2008

### Mixtapes
| Informações dos álbuns |
| --- |
| Illegal Alien Vol. 1 - Lançado: 2005 - Posições nas paradas: - Vendas nos EUA: - Vendas no mundo: - Certificado RIAA: - Singles: |